# Армстронг, Скотт (баскетболист)
Скотт Т. «Скотти» Армстронг (англ. Scott T. "Scotty" Armstrong; 12 октября 1913, Форт-Уэйн, штат Индиана, США — 20 августа 1997, Форт-Уэйн, штат Индиана, США) — американский профессиональный баскетболист, который выступал в командах Национальной баскетбольной лиги.

## Ранние годы
Скотт Армстронг родился 12 октября 1913 года в городе Форт-Уэйн (штат Индиана), учился там же в одноимённой школе, в которой играл за местную баскетбольную команду.

## Студенческая карьера
В 1937 году окончил Университет Батлера, где в течение четырёх лет играл за команду «Батлер Бульдогс». При Армстронге «Бульдогс» ни разу не выигрывали ни регулярный чемпионат, ни турнир конференции Independent, а также ни разу не выходили в плей-офф студенческого чемпионата США.

## Профессиональная карьера
Играл на позиции тяжёлого форварда и центрового. В 1937 году Скотт Армстронг заключил соглашение с командой «Форт-Уэйн Дженерал Электрикс», выступавшей в Национальной баскетбольной лиге (НБЛ). Позже выступал за команды «Ошкош Олл-Старз» (НБЛ) и «Индианаполис Каутскис» (НБЛ). Всего в НБЛ провёл 4 сезона. Армстронг один раз включался в 1-ю сборную всех звёзд НБЛ (1938). Всего за карьеру в НБЛ Скотт сыграл 94 игры, в которых набрал 517 очков (в среднем 5,5 за игру). Помимо этого Армстронг в составе «Олл-Старз» и «Каутскис» три раза участвовал во Всемирном профессиональном баскетбольном турнире, став его серебряным призёром в 1939 году.

## Семья и смерть
Во время Второй мировой войны Армстронг три года служил в Военно-морских силах США (1942—1945). Его жену звали Барбара, кроме того у него был брат Боб и сестра Милдред. Скотт Армстронг умер в среду, 20 августа 1997 года, на 84-м году жизни в городе Форт-Уэйн (штат Индиана).